# Schaal (voorwerp)
Een schaal is een ondiepe kom. 

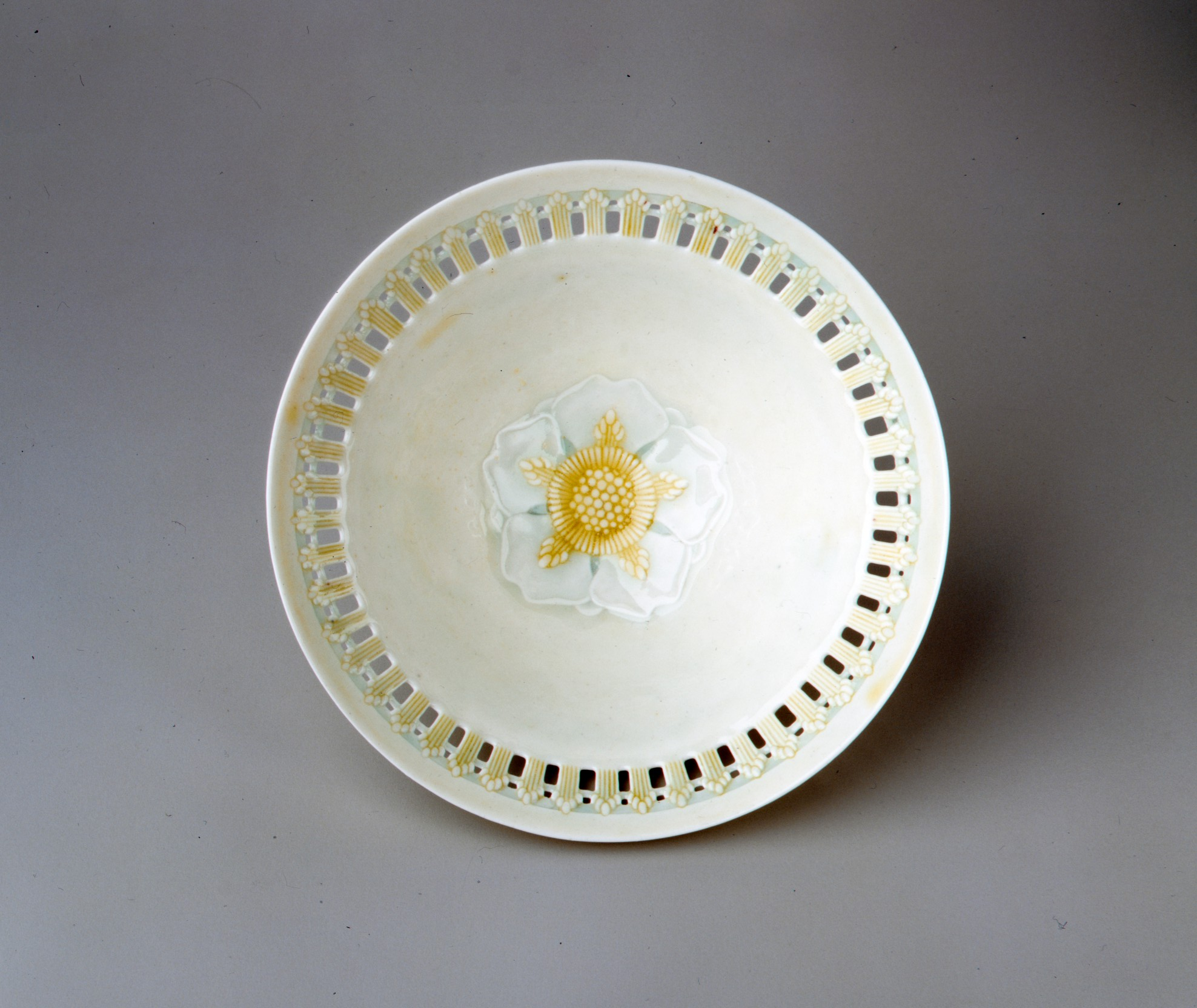
Porseleinen sierschaal

Schalen kunnen ingedeeld worden naar functie, vorm, grootte, materiaal en stijlperiode. 
- Functie: vele, vaak om voedsel in op te dienen zoals in een dekschaal, of om vruchten uit te stallen zoals bij een fruitschaal, maar ook alleen voor de sier, of voor het uitfilteren van lichtere materialen bij goudzoeken.
- Vorm: van bijna plat zonder voet tot boller met een voet, meestal zonder gaatjes, soms met.
- Grootte: vele formaten: van kleine schaaltjes voor deserts tot grote schalen voor bijvoorbeeld salades; meestal is hij groter dan een bord.
- Materiaal: meest voorkomend zijn keramiek, glas, porselein, hout, bot, plastic en roestvrij staal.
- Stijlperiode: schalen werden door alle eeuwen heen gemaakt, van prehistorie tot avant-gardistisch.

## Afbeeldingen

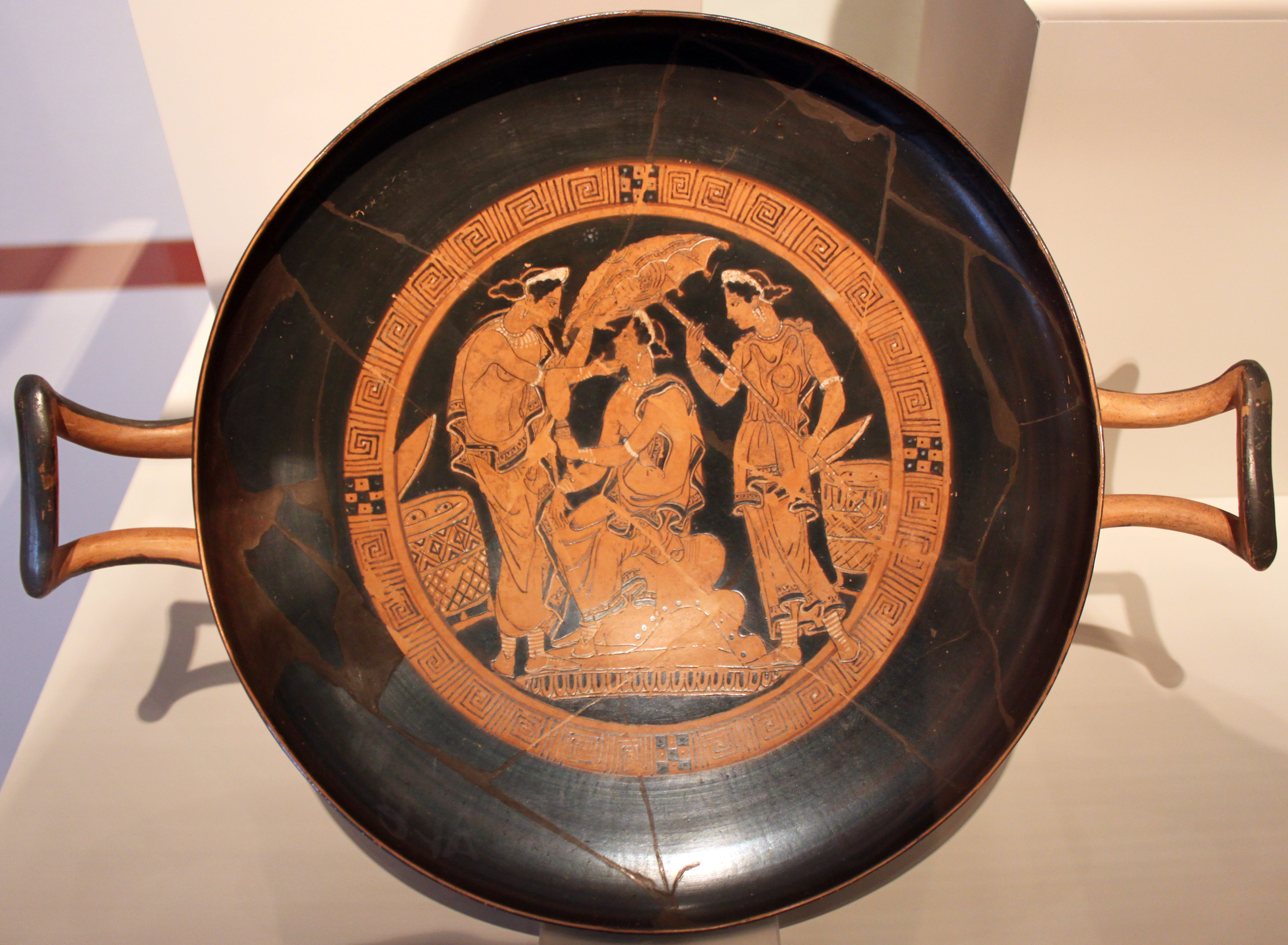
Etruskische drinkschaal
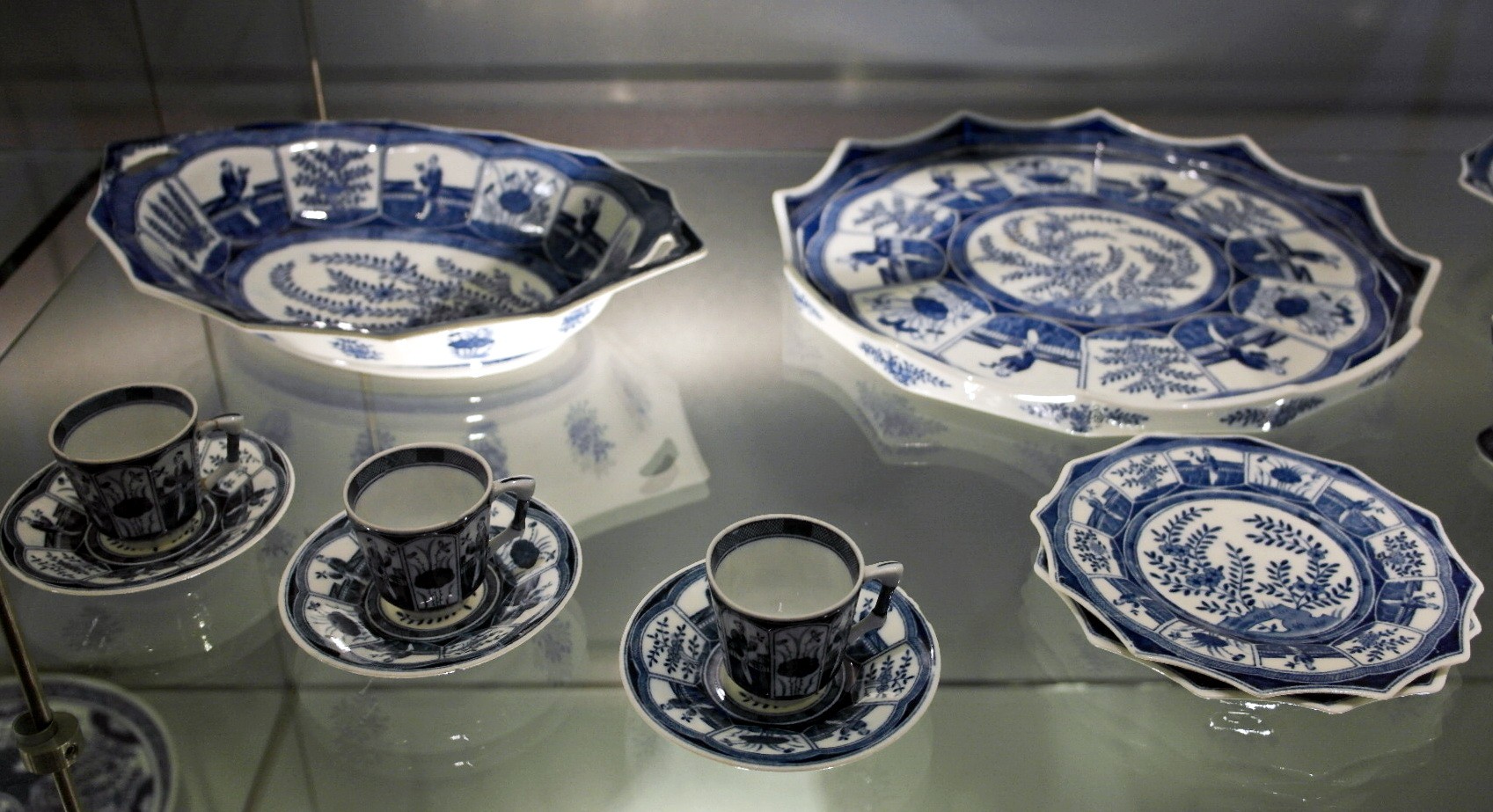
Serviesgoed met schalen
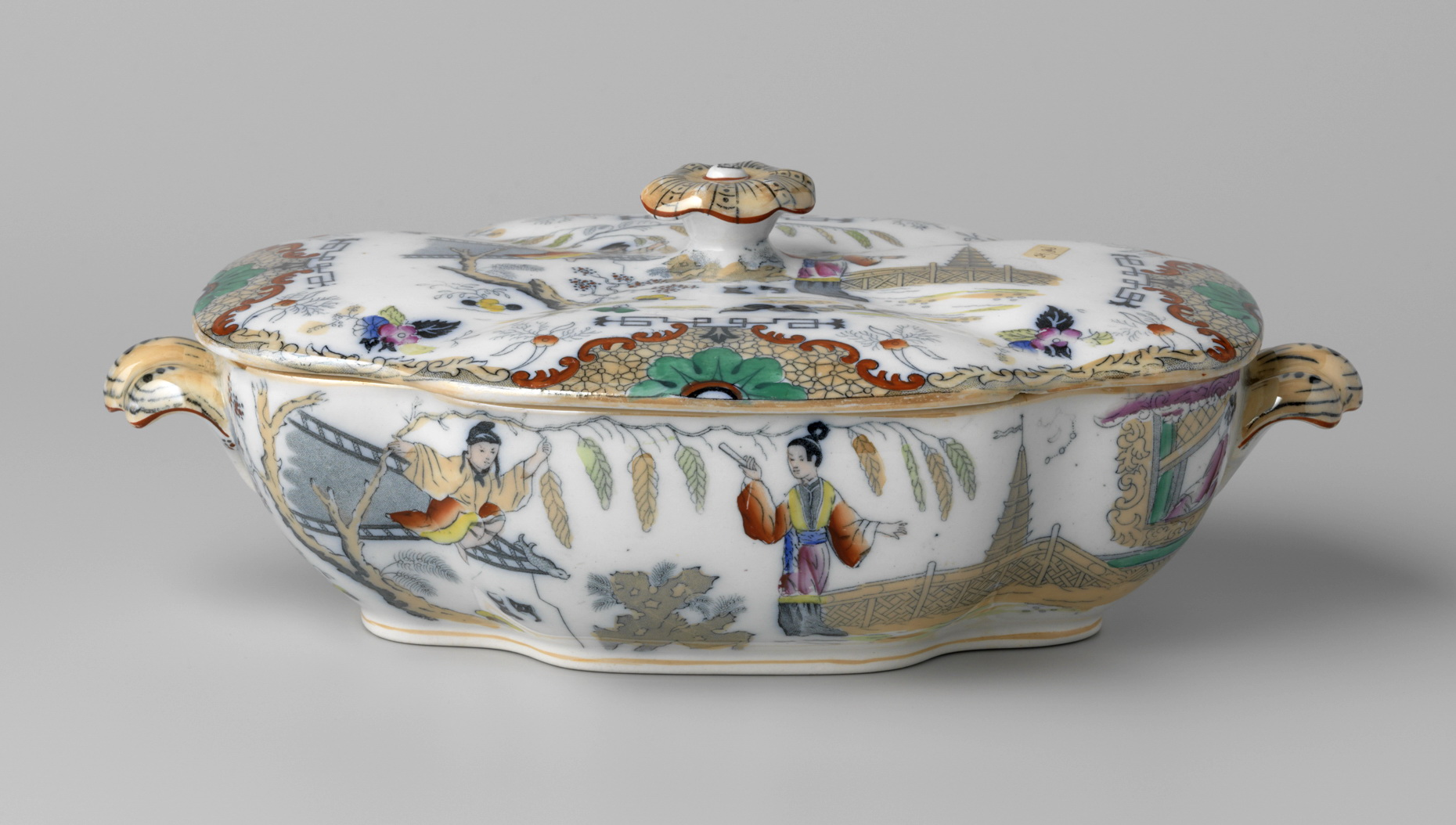
Dekschaal met oosters tafereel (1884)
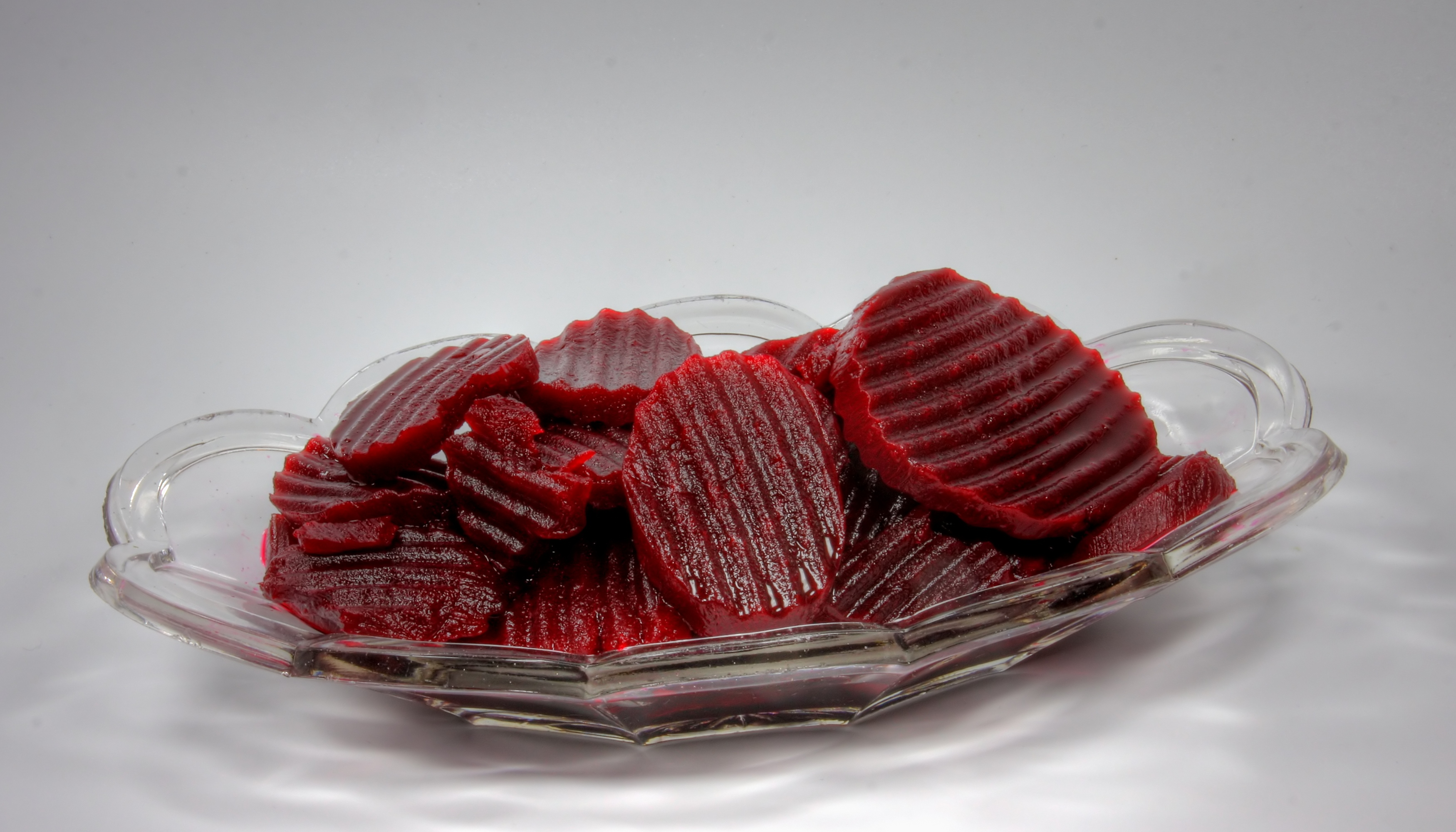
Glazen schaal met bieten
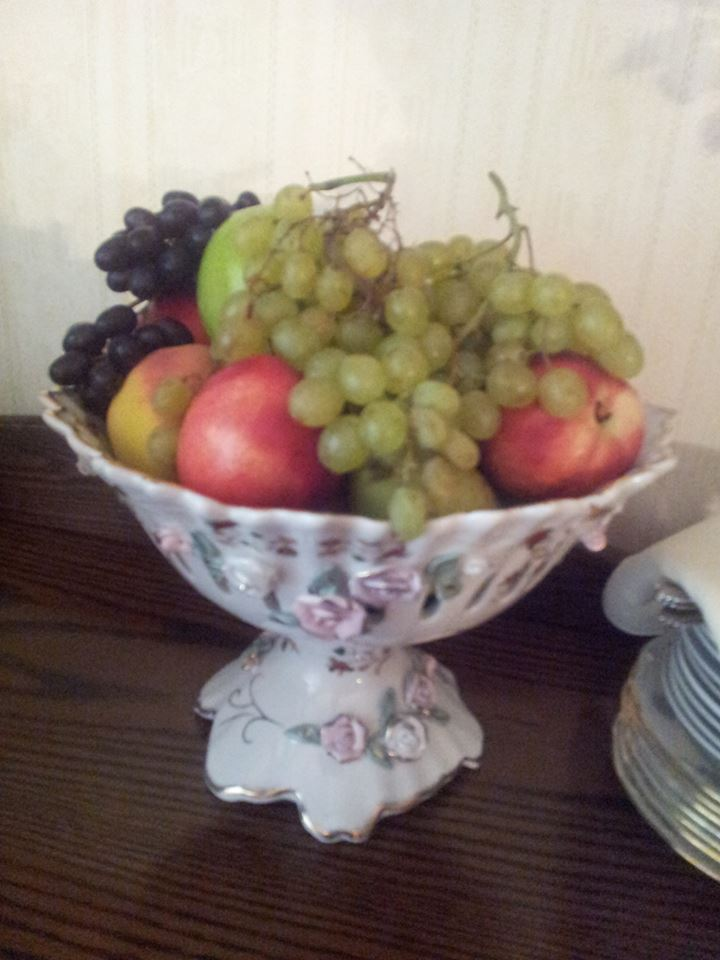
Fruitschaal op voet
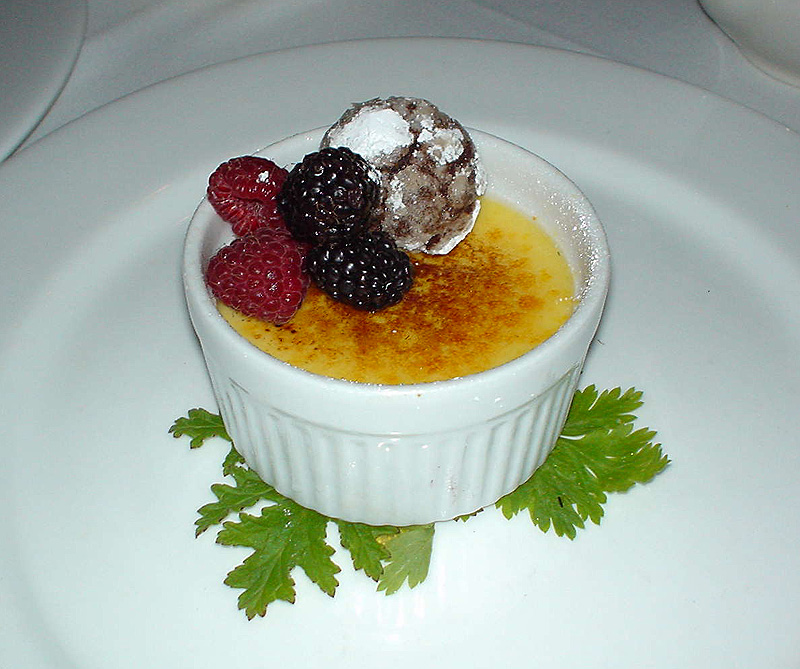
Dessertschaaltje met crème brûlée